# Antioco Piseddu
Antioco Piseddu (Senorbì, 17 settembre 1936 – Cagliari, 8 giugno 2025) è stato un vescovo cattolico italiano.

## Biografia
Nacque a Senorbì il 17 settembre 1936.
Il 29 giugno 1960 fu ordinato presbitero dall'arcivescovo Paolo Botto per l'arcidiocesi di Cagliari.
Già vice parroco in Sant'Ambrogio a Monserrato ed insegnante di religione al Liceo Ginnasio Siotto Pintor di Cagliari, fu segretario vescovile del cardinale arcivescovo di Cagliari Sebastiano Baggio dal 1969 al 1973, divenendo poi parroco presidente della collegiata di Sant'Anna, nel rione storico di Stampace a Cagliari.
Il 29 settembre 1981 venne eletto vescovo della diocesi dell'Ogliastra, ridenominata poi in diocesi di Lanusei.
L'8 novembre 1981 ricevette l'ordinazione episcopale dal cardinale Sebastiano Baggio, co-consacranti gli arcivescovi Paolo Carta e Pier Giuliano Tiddia. Il 29 novembre successivo prese possesso della diocesi.
Il 1º maggio 1992 fondò il Museo diocesano dell'Ogliastra.
Il 17 settembre 2011, a norma del canone 401 § 1 del Codice di diritto canonico, presentò la sua rinuncia al governo pastorale della diocesi di Lanusei per raggiunti limiti di età.
Tale rinuncia venne accolta il 31 gennaio 2014.
Il 10 settembre 2016 ricevette la cittadinanza onoraria di Suelli (per i suoi studi su San Giorgio, primo vescovo della diocesi di Suelli), insieme all'arcivescovo titolare di Suelli Brian Udaigwe, in visita pastorale.
Fu uno dei vescovi che celebrò la messa tridentina dopo la riforma liturgica: domenica 13 settembre 2021 una messa prelatizia e domenica 20 giugno 2021 una messa pontificale al faldistorio, entrambe precedute dall'amministrazione del sacramento della cresima, nella parrocchia personale di Santa Croce a Cagliari.
Morì a Cagliari dopo breve malattia l'8 giugno 2025 all'età di 88 anni. In seguito ai funerali, celebrati tre giorni dopo dall'arcivescovo Giuseppe Baturi nella chiesa parrocchiale di Sant'Anna, venne sepolto nella sua città natale.

## Genealogia episcopale
La genealogia episcopale è:
- Cardinale Scipione Rebiba
- Cardinale Giulio Antonio Santori
- Cardinale Girolamo Bernerio, O.P.
- Arcivescovo Galeazzo Sanvitale
- Cardinale Ludovico Ludovisi
- Cardinale Luigi Caetani
- Cardinale Ulderico Carpegna
- Cardinale Paluzzo Paluzzi Altieri degli Albertoni
- Papa Benedetto XIII
- Papa Benedetto XIV
- Cardinale Enrico Enriquez
- Arcivescovo Manuel Quintano Bonifaz
- Cardinale Buenaventura Córdoba Espinosa de la Cerda
- Cardinale Giuseppe Maria Doria Pamphilj
- Papa Pio VIII
- Papa Pio IX
- Cardinale Alessandro Franchi
- Cardinale Giovanni Simeoni
- Cardinale Antonio Agliardi
- Cardinale Basilio Pompilj
- Cardinale Adeodato Piazza, O.C.D.
- Cardinale Sebastiano Baggio
- Vescovo Antioco Piseddu